# 7ir-ui wangbi
7ir-ui wangbi (7일의 왕비?, lett. "Regina per sette giorni"; titolo internazionale Queen for Seven Days, conosciuto anche come Seven Day Queen) è una serie televisiva sudcoreana trasmessa su KBS2 dal 31 maggio al 3 agosto 2017.

## Trama
Il drama racconta la tragica storia d'amore tra re Jungjong e sua moglie, la regina Dangyeong, che fu incoronata e deposta nel giro di sette giorni.

## Personaggi
- Shin Chae-kyung, poi regina Dangyeong, interpretata da Park Min-young e Park Si-eun (da adolescente)
- Lee Yeok/gran principe Jinseong o Nakcheon, poi re Jungjong, interpretato da Yeon Woo-jin e Baek Seung-hwan (da adolescente)
- Lee Yung/re Yeonsangun, interpretato da Lee Dong-gun e Ahn Do-gyu (da adolescente)
- Regina madre Jasun, interpretata da Do Ji-won
Madre di Lee Yeok.
- Regina Shin, interpretata da Song Ji-in
Prima moglie di Lee Yung.
- Sug-won Jang Nok-su, interpretata da Son Eun-seo
Concubina favorita di Lee Yung e sua confidente.
- Shin Soo-geun, interpretato da Jang Hyun-sung
Fratello maggiore della regina Shin e padre di Chae-kyung.
- Im Sa-hong, interpretato da Kang Shin-il
Confidente di Lee Yung.
- Park Won-jong, interpretato da Park Won-sang
Capo del colpo di stato del 1506 contro Yeonsangun.
- Yoo Soon-jung, interpretato da Yoo Hyung-kwan
- Yoo Ja-kwang, interpretato da Yoo Seung-bong
- Sung Hee-an, interpretato da Lee Hwa-ryong
- Jo Kwang-oh, interpretato da Kang Ki-young e Jung Yoo-ahn (da adolescente)
Amico di Lee Yeok.
- Baek Suk-hee, interpretato da Kim Min-ho e Jo Byung-gyu (da adolescente)
Amico di Lee Yeok.
- Seo No, interpretato da Hwang Chan-sung e Choi Min-young (da adolescente)
Guardia personale di Lee Yeok.
- Mak Gae, interpretato da Kim Ki-chun
Padre di Seo No.
- Ki Ryong, interpretato da Yoo Min-kyu
Guardia personale di Lee Yung.
- Yoon Myung-hye, interpretata da Go Bo-gyeol e Park Seo-yeon (da adolescente)
Nipote di Park Won-jong.
- Dama Kwon, interpretata da Kim Jung-yeong
Moglie di Shin Soo-geun e madre di Chae-kyung.
- Cameriera di Chae-kyung, interpretata da Yeom Hye-ran
- Eunuco Kim, interpretato da Choi Seung-kyung
- Dama di compagnia Choi, interpretata da Yoon In-jo
- Re Seongjong, interpretato da Kim Jung-hak
- Regina Jeheon (regina deposta Yoon), interpretata da Woo Hee-jin
Madre biologica di Yeonsangun.

## Ascolti
| Episodio | Data di trasmissione | Dati TNMS           | Dati TNMS                  | Dati AGB            | Dati AGB                   |
| Episodio | Data di trasmissione | A livello nazionale | Area metropolitana di Seul | A livello nazionale | Area metropolitana di Seul |
| -------- | -------------------- | ------------------- | -------------------------- | ------------------- | -------------------------- |
| 1        | 31 maggio 2017       | 5,4%                | 5,6%                       | 6,9%                | 6,7%                       |
| 2        | 1 giugno 2017        | 5,1%                | 5,2%                       | 5,7%                | 5,6%                       |
| 3        | 7 giugno 2017        | 5,3%                | 5,5%                       | 6,5%                | 6,3%                       |
| 4        | 8 giugno 2017        | 5,3%                | 5,6%                       | 6,5%                | 6,8%                       |
| 5        | 14 giugno 2017       | 6,6%                | 7,0%                       | 6,9%                | 6,5%                       |
| 6        | 15 giugno 2017       | 5,4%                | 5,5%                       | 6,1%                | 6,2%                       |
| 7        | 21 giugno 2017       | 5,5%                | 5,6%                       | 5,2%                | 5,3%                       |
| 8        | 22 giugno 2017       | 5,4%                | 5,7%                       | 5,4%                | 5,8%                       |
| 9        | 28 giugno 2017       | 5,3%                | 5,5%                       | 4,7%                | 5,1%                       |
| 10       | 29 giugno 2017       | 4,3%                | 4,9%                       | 4,4%                | 5,0%                       |
| 11       | 5 luglio 2017        | 4,5%                | 5,3%                       | 4,4%                | 5,4%                       |
| 12       | 6 luglio 2017        | 4,6%                | 4,8%                       | 4,6%                | 4,9%                       |
| 13       | 12 luglio 2017       | 4,3%                | 4,4%                       | 4,3%                | 4,5%                       |
| 14       | 13 luglio 2017       | 4,5%                | 5,2%                       | 4,7%                | 5,4%                       |
| 15       | 19 luglio 2017       | 6,7%                | 7,0%                       | 6,7%                | 6,4%                       |
| 16       | 20 luglio 2017       | 6,3%                | 6,5%                       | 6,3%                | 6,1%                       |
| 17       | 26 luglio 2017       | 5,9%                | 6,1%                       | 6,5%                | 6,2%                       |
| 18       | 27 luglio 2017       | 7,6%                | 7,3%                       | 7,7%                | 7,2%                       |
| 19       | 2 agosto 2017        | 6,6%                | 6,0%                       | 7,1%                | 6,2%                       |
| 20       | 3 agosto 2017        | 7,6%                | 6,8%                       | 7,6%                | 7,0%                       |
| Media    | Media                | 5,6%                | 5,8%                       | 5,9%                | 5,9%                       |

## Colonna sonora
1. Queen For Seven Days (7일의 왕비)
2. You're Brilliant (눈부신 그대) – Yoo Yeon-jung (Cosmic Girls)
3. No Matter How Hard I Try – Yael Meyer
4. Love Again (또한번 사랑해) – Dear Cloud
5. Miss You In My Heart (그리고 그려도) – Junggigo
6. Dreaming
7. The King's Wrath (역린)
8. The Truth
9. Two Hands
10. Brothers Fight
11. Tragedy Of Blood
12. Path of Destiny (운명의 길)
13. Overture
14. Collapse (파국)
15. Burned Up
16. Dark Sword
17. Yoong's Anger (융의 분노)
18. The Kingdom
19. Sadness of King
20. Pretty
21. In Truth
22. Who Has Started It? (누가 시작을 했던가)
23. Waiting For You
24. Hopeless Love
25. Beyond The Clouds
26. Bright Way
27. Denote
28. Your Whistling
29. You And Me
30. Spiteful
31. Addiction (중독)
32. I Had a Deep Dream (깊은 꿈을 꾸었나이다)
33. Yoong's Jealousy (융의 질투)
34. Claw
35. Secret Order
36. Silence Effection
37. Hidden Pain (감춰둔 아픔)
38. Vague Fear (막연한 두려움)
39. Busy Child
40. Pirates
41. Time Of Pain
42. Childhood
43. Blades Towards Each Other (서로를 향한 칼날)
44. Night Performance (밤의 연기)
45. Obbey
46. Hold One's Breath
47. Honey Lovie
48. Trickery (눈속임)
49. What I Want
50. Irreparable (돌이킬 수 없는)
51. Conflict
52. Chimabawi Rock (치마바위)
53. Far From Motherland (이역만리)
54. In The Forest
55. Run Shin Chae Kyung (달려라 신채경)

## Riconoscimenti
- Asia Artist Awards
  - 2017 – Premio miglior celebrità a Park Min-young

- KBS Drama Awards
  - 2017 – Premio all'eccellenza, attore in un drama di media lunghezza a Lee Dong-gun
  - 2017 – Candidatura Premio all'eccellenza, attrice in un drama di media lunghezza a Park Min-young
  - 2017 – Candidatura Miglior giovane attore a Baek Seung-hwan
  - 2017 – Candidatura Miglior giovane attrice a Park Si-eun